# Fort bij Velsen

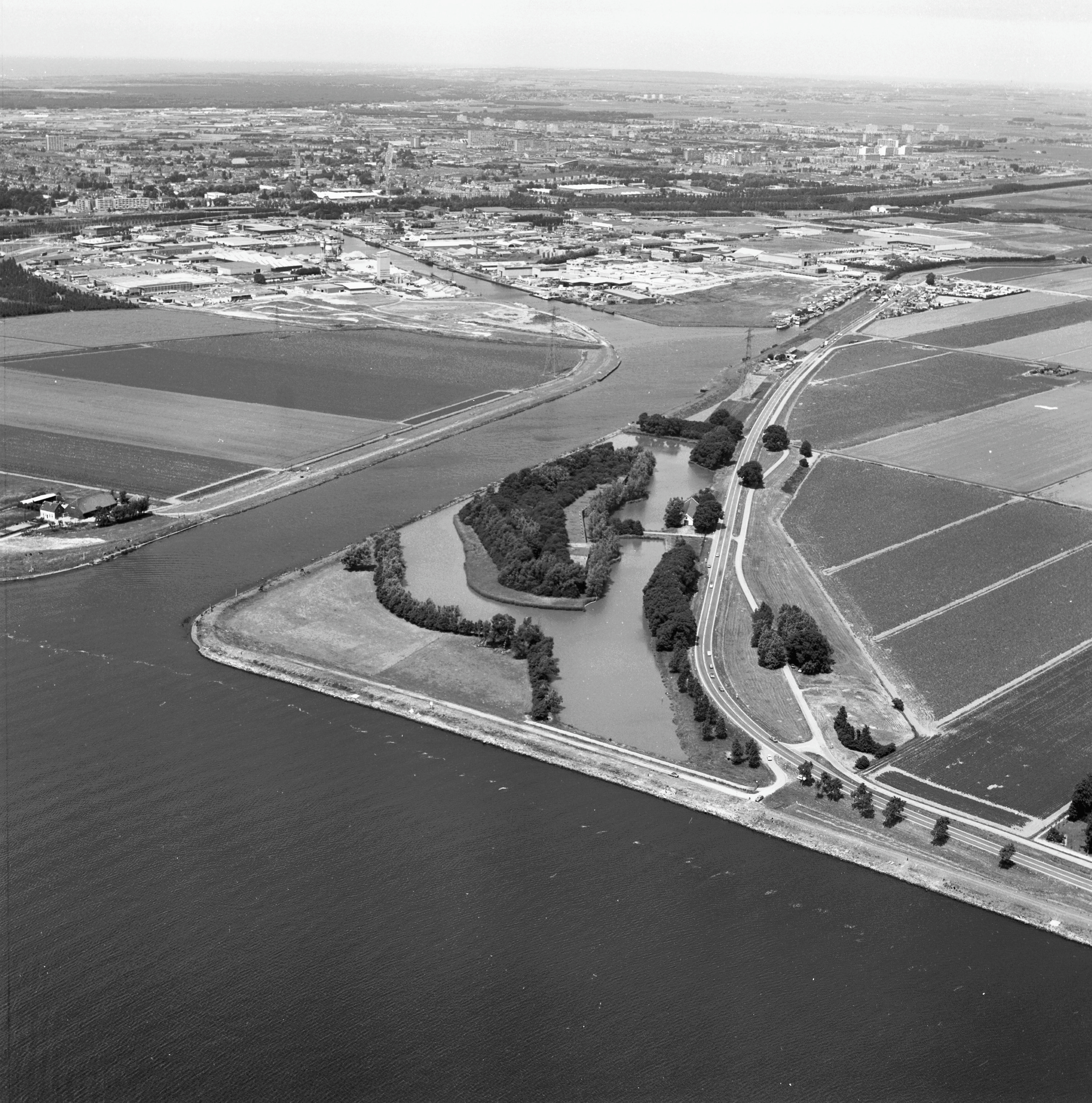
Fort bij Velsen voor de gedeeltelijke sloop. Luchtfoto uit 1977.

Het Fort bij Velsen ligt op de hoek van het Noordzeekanaal en Zijkanaal A bij in de gemeente Beverwijk bij Velsen-Noord. Het is het enige in beton uitgevoerde fort van de Stelling van Amsterdam waarvan een deel is gesloopt. Alleen het frontgebouw met pantserkoepel is nog aanwezig.

## Bouw en functie
Rond 1885 hebben de eerste werkzaamheden plaatsgevonden en rond 1895 was het verdedigbaar aardwerk af. De bomvrije gebouwen dateren uit 1899 en het geheel kwam als een van de eerste forten van de Stelling klaar. Het ligt een kleine kilometer ten westen van de hoofdverdedigingslinie. Het ligt aan een aftakking van het Zijkanaal A, tussen Fort Zuidwijkermeer en Fort bij IJmuiden in. Deze drie forten hadden als taak de toegang tot de Noordzee en het Noordzeekanaal, het grootste acces en een directe ontsluiting tot Amsterdam, te bewaken.
Het fort was gemaakt van ongewapend beton en kreeg een extra zware bewapening van drie pantserkoepels. Twee koepels zaten in het (nu gesloopte) hoofdgebouw, en een koepel in het voorgebouw. Elke koepel was uitgerust met een kanon met een kaliber van 15 centimeter. De afgeschoten granaten hadden een actieradius van ruim 10 kilometer. Dit was voldoende ver om de monding van het Noordzeekanaal en het terrein tussen Haarlem en Castricum onder vuur te nemen. Met zijn zwaar geschut en bezetting van 340 soldaten was Fort bij Velsen een relatief groot fort binnen de stelling.

## Sloop
Het fort was tot halverwege de zeventiger jaren in gebruik als munitieopslagplaats. In 1975 droeg het Ministerie van Defensie het fort over aan de Dienst der Domeinen voor de verkoop. Het fort genoot toen nog geen bescherming als monument. De gemeente Beverwijk en de Provincie Noord-Holland wilden het fort kopen voor 450.000 gulden, maar Domeinen vroeg meer geld. In 1979 werd het verkocht aan G. Kruk voor 755.000 gulden. Hij had een bedrijf dat gespecialiseerd was in de sloop van Duitse oorlogsbunkers en na de sloop wilde hij er een jachthaven aanleggen. De provincie verzette zich, maar in 1983 kon toch met de sloop worden begonnen. Het betonnen hoofdgebouw en de poterne werden toen afgebroken, maar het aanwezige geschut bleef gespaard en werd destijds overgebracht naar het Militair Historisch Museum in Leiden.

## Erfgoed
De Provincie Noord-Holland kwam hierna in actie voor het behoud van de Stelling. In 1987 kwam een beleidsnota uit waarin de stelling als waardevol erfgoed werden bestempeld. In 1992 kwamen veel bouwwerken en objecten van de Stelling op de provinciale monumentenlijst. Fort bij Velsen zelf werd in 2000 aangewezen als rijksmonument.

## Behouden voorgebouw
Het restant heeft de status van rijksmonument gekregen mede omdat het pantseraffuit met kanon van 15 cm lang 24 uit 1900, van de Duitse fabrikant Krupp-Gruson, nog aanwezig en grotendeels intact is.
Het voorgebouw is opgetrokken uit steenslagbeton. Het bestaat uit twee vleugels links en rechts van de centrale aansluiting op de poterne. In beide vleugels liggen naast elkaar vijf lokalen over de diepte van het gebouw. Aan de keelzijde waren de deuren en ramen voorzien van pantserstalen luiken en deuren, maar deze zijn verwijderd. Voor de pantserkoepel waren installaties beschikbaar om deze te laten draaien en liften voor de aanvoer van granaten van de lagere lokalen.
Het fort is niet voor het publiek toegankelijk.

## Ontgronding in 2021
In december 2021 werd ontdekt dat de wallenstructuur rondom het fort werd afgegraven door de grondeigenaar. De gemeente Beverwijk heeft de werkzaamheden laten stil leggen. Erfgoedvereniging Bond Heemschut is erg verontwaardigd en wil de grondeigenaar laten dwingen om het fort in oorspronkelijke staat laten terugbrengen.